# Fabien Vergoz
Pour les articles homonymes, voir Vergoz.
Fabien Vergoz est un ancien joueur français de volley-ball né le 28 janvier 1987 au Port (La Réunion).  Il est maintenant conseiller immobilier Capifrance.
Il a arrêté sa carrière de volleyeur professionnel en 2018.
Il occupe également le poste d'entraineur/joueur au Saint Denis Olympic Volleyball Club (SDOVB) à la Réunion avec lequel il est champion de la Réunion et des DOM TOM en 2023.

## Clubs
| Club                  | De        | À         |
| --------------------- | --------- | --------- |
| Avignon Volley-Ball   | 2006-2007 | 2007-2008 |
| Nice Volley-Ball      | 2008-2009 | 2008-2009 |
| Asnières Volley 92    | 2009-2010 | 2011-2012 |
| Martigues Volley-Ball | 2012-2013 | 2014-2015 |
| Orange Volley-Ball    | 2015-2016 | 2017-2018 |

## Palmarès
- Championnat d'Europe des moins de 19 ans 
  - Finaliste : 2005
- Championnat d'Europe des moins de 21 ans 
  - Finaliste : 2006
- Coupe de France fédérale 2015
  - Champion
- Jeux des îles de l'Océan Indien 2015
  - Champion
- Jeux des îles de l'Océan Indien 2023
  - Champion
- Championnat R1M Réunion
  - Champion
- Coupe des DOM TOM 2023
  - Champion